# 1333

Пізнє Середньовіччя •  Реконкіста •  Ганза •  Авіньйонський полон пап •  Монгольська імперія

## Геополітична ситуація
Візантійську імперію очолює Андронік III Палеолог (до 1341). Імператором Священної Римської імперії
є Людвіг Баварський (до 1347). У Франції править Філіп VI Валуа (до 1350).
Апеннінський півострів розділений: північ належить Священній Римській імперії, середню частину займає Папська область, південь належить Неаполітанському королівству. Деякі міста півночі: Венеція, Піза, Генуя тощо, мають статус міст-республік. Триває боротьба гвельфів та гібелінів.
Майже весь Піренейський півострів займають християнські Кастилія і Леон, Арагонське королівство та Португалія, під владою маврів залишилися тільки землі на самому півдні. Едуард III королює в Англії (до 1377), Магнус Еріксон є королем Норвегії та Швеції (до 1364), а королем Польщі став Казимир III (до 1370). У Литві править князь Гедимін (до 1341).
Руські землі перебувають під владою Золотої Орди. Почалося захоплення територій сучасних України й Білорусі Литвою. Галицько-Волинське князівство очолює Юрій II Болеслав (до 1340). В Києві править князь Федір Іванович. Ярлик на володимирське князівство має московський князь Іван Калита.
Монгольська імперія займає більшу частину Азії, але вона розділена на окремі улуси, що воюють між собою. У Китаї, зокрема, править монгольська династія Юань. У Єгипті владу утримують мамлюки. Мариніди правлять у Магрибі. Делійський султанат є наймогутнішою державою Північної Індії, а на півдні Індії панують держава Хойсалів та держава Пандья. В Японії почалася реставрація Кемму.
Цивілізація майя переживає посткласичний період. Почали зароджуватися цивілізація ацтеків та інків.

## Події
- Південну Європу охопив голод. Особливо постраждала Каталонія.
- Після смерті Владислава Локетка титул короля Польщі успадкував його син Казимир III.
- Англійці відібрали в Шотландії острів Мен.
- Англійський король Едуард III завдав нищівної поразки шотландцям у битві на пагорбі Галідон.
- Повінь у Флоренції зруйнувала мости Понте алла Каррайя, Понте Санта Триніта та інші дерев'яні мости. Уцілів лише кам'яний міст Понте е Рубаконте.
- Марокканські  Мариніди відвоювали Гібралтар.
- У Японії сили, вірні імператору Ґо-Дайґо під командуванням Нітти Йосісади захопили Камакуру, поклавши край пануванню роду Ходзьо. Завершився період Камакура, розпочалася реставрація Кемму.
- Великим ханом монголів та останнім імператором династії Юань став Тоґон-Темур.
- Хан Чагатайського улусу Тармаширін обусурманився, що зумовило відкол улусу від Монгольської імперії.
- У Китаї почався голод, що тривав до 1337 і приніс разом із чумою шість мільйонів смертей.